# Mastère spécialisé
Mastère spécialisé (förkortat MS) är en fransk vidareutbildning i företagsekonomi eller ingenjörsvetenskap.